# Santa Clara do Sul
Santa Clara do Sul là một đô thị thuộc bang Rio Grande do Sul, Brasil. Đô thị này có diện tích 86 km², dân số năm 2007 là 5327 người, mật độ 61,5 người/km².